# قلعه مش مرداسی
قلعه مش مرداسی مربوط به دوره قاجار است و در ۲ کیلومتری شمال شرقی لالی واقع شده و این اثر در تاریخ ۲۳ شهریور ۱۳۸۲ با شمارهٔ ثبت ۹۹۶۲ به‌عنوان یکی از آثار ملی ایران به ثبت رسیده است.